# Эдигоффан, Жан Жорж
Жан-Жорж Эдигоффан (фр. Jean-Georges Edighoffen; 1759—1813) — французский военный деятель, бригадный генерал (1806 год), шевалье (1810 год), участник революционных и наполеоновских войн. Дядя генерала Жана Раппа.

## Биография
Родился в семье брадобрея Матьё Эдигоффана (фр. Mathieu d' Edighoffen; 1721—1796) и его супруги Мари-Саломы Гошнат (фр. Marie-Salomé von Gochnath; 1722—1771).
Начал военную карьеру 12 марта 1777 года простым солдатом в пехотном полку Босе (в 1791 году был переименован в 68-й пехотный полк) под псевдонимом "Дико" (фр. Dico). Принимал участие в войне за независимость США, два года служил в море и участвовал в экспедиции против Гибралтара в 1782 года. 8 сентября 1791 года вышел в отставку по выслуге лет, но уже 22 сентября того же года присоединился к 6-му батальона волонтёров департамента Верхнего Рейна, слитого путём амальгамы с 93-й пехотной полубригадой, а затем с 49-й линейной полубригадой. В тот же день был избран сослуживцами старшим сержантом, а 8 августа 1792 года – уже капитаном. Сражался в рядах Северной армии, отличился в сражении 8 сентября 1793 года при Ондскоте и при деблокаде Мобёжа. 31 мая 1794 года получил пулевое ранение в бою при Жюме, участвовал в осадах Шарлеруа и Маастрихта, отличился при переправе через Рейн. В 1798 году определён в Майнцскую армию, отличился в сражении 2 июня 1799 года при Цюрихе уже в составе Гельветической армии, где получил пулевое ранение в левое колено. 10 декабря 1800 года, служа в Рейнской армии, он был отправлен в качестве парламентария к врагу и во время своей миссии был серьёзно ранен двумя сабельными ударами в голову и одним в плечо в бою против австрийских гусар Бланкенштайна.
2 декабря 1801 года переведён в качестве капитана в полк пеших егерей Консульской гвардии. 2 апреля 1803 года произведён в командиры батальона, и сменил пеших егерей на гренадер гвардии. 3 марта 1804 года дослужился до звания полковника, и был назначен командиром 28-го полка линейной пехоты, который входил в состав дивизии Вандама в военном лагере Сент-Омер. С 29 августа 1805 года в составе 4-го армейского корпуса маршала Сульта Великой Армии. Принимал участие в кампаниях 1805 и 1806 годов, сражался при Меммингене, Холлабрунне, Аустерлице, Йене и Любеке. 30 декабря 1806 года произведён Императором в бригадные генералы. 15 июня 1807 года вышел в отставку по состоянию здоровья и 19 марта 1808 года получил дотацию в размере 2000 франков дохода от Вестфалии. 28 марта 1812 года напрасно просил восстановить его в должности в качестве коменданта в восточной Франции.  Умер в родном Кольмаре 10 марта 1813 года в возрасте 53 лет.

## Семья
Генерал был трижды женат. Первый раз женился 19 марта 1792 года на Мари Барбаре Биркель (фр. Maria Barbara Birckel; 1751—1798). Второй раз сочетался браком 8 июля 1807 года на Катрине Дитц (фр. Catherine Marguerite Dietz; 1785—1808). И, наконец, 7 сентября 1808 года на Катарине Матио (фр. Catharina Margaretha Mathio; 1788—1848), от которой имел сына Жана Гюстава (фр. Jean Gustave Edighoffen; 1809—1839) и дочь Жоржетту Эмили (фр. Georgette Emilie Edighoffen; 1813—1874).

## Воинские звания
- Капрал (1 марта 1782 года);
- Сержант (11 сентября 1782 года);
- Старший сержант (22 сентября 1791 года);
- Капитан (8 августа 1792 года);
- Капитан гвардии (2 декабря 1801 года);
- Командир батальона гвардии (2 апреля 1803 года);
- Полковник (3 марта 1804 года);
- Бригадный генерал (30 декабря 1806 года).

## Титулы

Герб шевалье

- Шевалье Эдигоффан и Империи (фр. chevalier de l’Empire; патент подтверждён 15 июля 1810 года в Рамбуйе)[3].

## Награды
Легионер ордена Почётного легиона (11 декабря 1803 года)
 Офицер ордена Почётного легиона (14 июня 1804 года)
 Коммандан ордена Почётного легиона (25 декабря 1805 года)